# Wase Wind
Wase Wind is een Belgische coöperatieve vennootschap (hoofdkantoor: Sint-Gillis-Waas, België) die actief meewerkt aan hernieuwbare energieprojecten in het Waasland.
Op die manier levert de vennootschap groene elektriciteit aan ongeveer 1.830 coöperanten in het Waasland en Scheldeland. Aan het hoofd van de vennootschap staat een raad van bestuur die 8 leden telt en door een algemene vergadering telkens voor 6 jaar wordt verkozen.

## Aandeelhouderschap
Wase Wind cvba is een initiatief van vier pioniers, met name Kris Aper, Chris Derde, Geert De Roover en Raf Vermeulen. Zij beslisten in het voorjaar van 2001 om samen te werken aan projecten voor windstroom en andere hernieuwbare energieprojecten in het Waasland. 
De vennootschap zet gewone burgers aan om mee te beleggen in groene stroom aan de hand van coöperatieve aandelen. Zo krijgt de burger het statuut van coöperant en worden ze in feite mede-eigenaar van de energieprojecten. Ze krijgen daarom een dividend uitgekeerd, die wordt vastgesteld door de algemene vergadering. Aangezien Wase Wind cvba door de Nationale Raad voor de Coöperatie erkend is als coöperatie zijn dividenden beperkt vrijgesteld van roerende voorheffing.
Coöperanten hebben ook het recht om groene energie aan te kopen bij de vennootschap, al zijn ze dit niet verplicht. De meeste coöperanten doen dat echter wél, aangezien de aandelen niet bedoeld zijn als investering voor speculanten en kortetermijnbeleggers.

## Raad van bestuur
De raad van bestuur bestaat uit 8 leden, die om de 6 jaar opnieuw worden verkozen door de algemene vergadering. Uittredende bestuurders mogen zich opnieuw kandidaat stellen. De raad van bestuur vergadert een 5 keer per jaar.
De bestuurders zijn:
- Aper Kris
- De Cleene Raphaël
- De Maeyer Alfons
- Derde Christiaan
- De Roover Geert
- Moortgat Albrecht
- Schaut Christa
- Vermeulen Rafaël

Kris Aper is eveneens Voorzitter van de raad van bestuur en gedelegeerd bestuurder. BVBA Luc De Puysseleyr en Co, vertegenwoordigd door haar zaakvoerder de heer 
Luc De Puysseleyr werd op de algemene vergadering van 13 september 2013 herbenoemd als commissaris voor een periode van 3 jaar.